# Château d'Ali Pacha
Le château d'Ali Pacha (en albanais : Kalaja e Ali Pashës) est un château en Albanie.
Il porte le nom d'Ali Pacha de Tepelenë qui y résida jusqu'en 1820. La forteresse actuelle a été reconstruite en 1819 à partir de sa surface avec trois tours. Jusqu'en 1820, c'était la deuxième résidence d'Ali Pacha de Tepelenë.

## Histoire

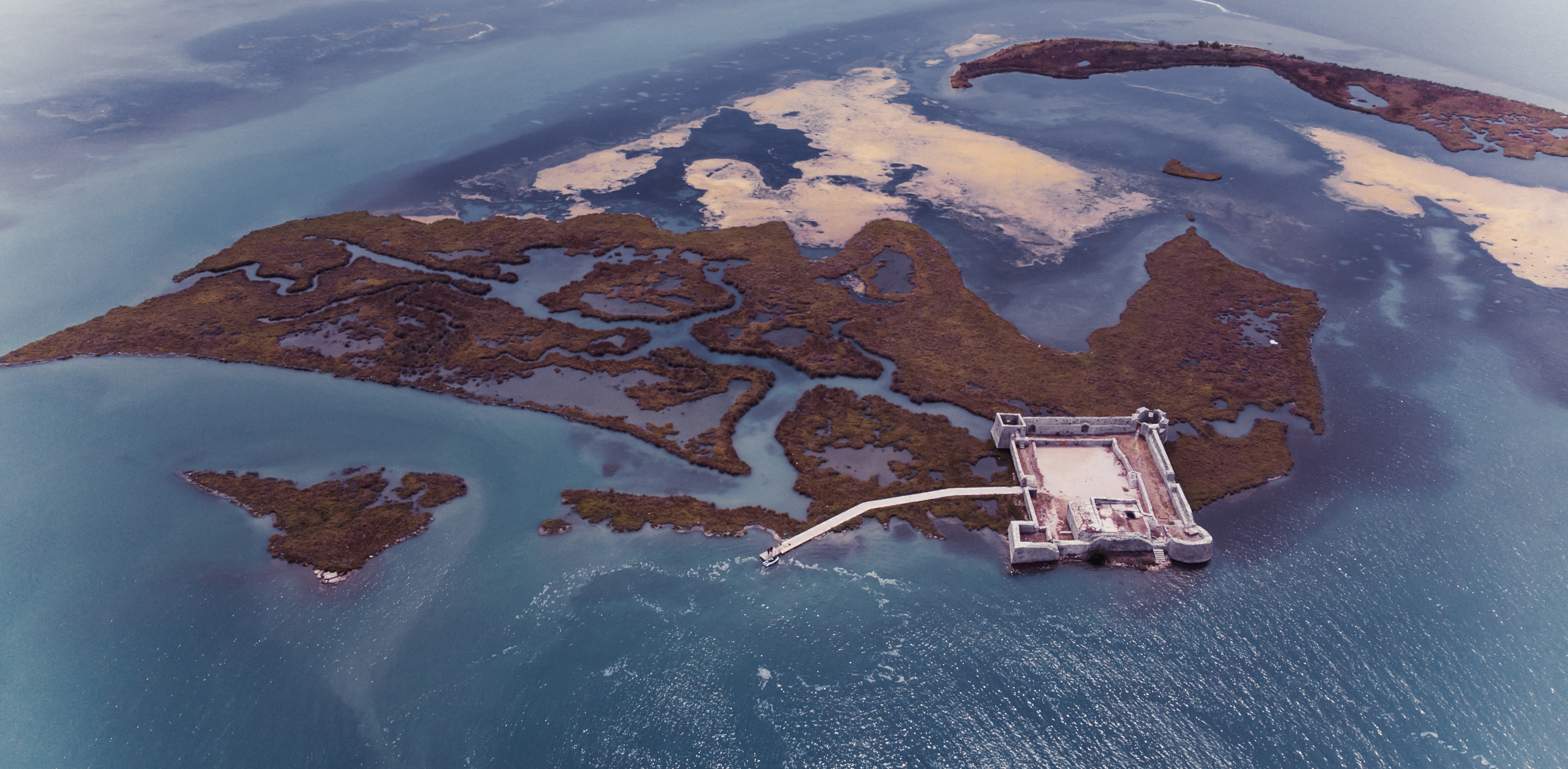
Vue aérienne du château.

Construit sous la domination vénitienne à la fin du XVe ou au début du XVIe siècle, il constituait un bastion permettant aux Vénitiens de Corfou d'exploiter la pêche, les pâturages, les olives et le bois dans et autour de Butrint. Le château fut la pièce maîtresse de nombreux conflits avec l'Empire ottoman naissant et changea de mains à plusieurs reprises. Il fut détruit par l'armée française en retraite en 1798 pour éviter qu'il ne tombe entre les mains d'Ali Pacha.
La fortification attribuée à Ali Pacha à Butrint s'étend sur environ 2,4 kilomètres (1,49 mi) plein ouest à l'embouchure du canal Vivari. Celui-ci a vu le jour à la fin du XVIIe siècle ou au début du XVIIIe siècle en tant que centre immobilier fortifié appartenant à une famille corfiote qui cultivait des terres dans les plaines au sud de l'ancienne ville. Ali Pacha prit le contrôle de la structure vers 1804 et procéda à une série d'améliorations défensives, notamment l'installation de batteries de canons. Compte tenu de sa petite taille, il est peu probable que le fort ait fonctionné comme autre chose qu'un contrôle de l'accès depuis la mer à Butrint, et il ne peut pas être comparé aux forteresses les plus redoutables d'Ali dans la région de Tepelena, Gjirokastra et Ioannina.

## Voir également
- Liste des châteaux d'Albanie
- Château triangulaire vénitien